# Emoia schmidti
Emoia schmidti är en ödleart som beskrevs av Brown 1953. Emoia schmidti ingår i släktet Emoia och familjen skinkar. Inga underarter finns listade i Catalogue of Life.